# Імпрегнація
Імпрегнація (рос. импрегнация, англ. impregnation, нім. Imprägnieren n, Imprägnierung f, Imprägnation f) — проникнення речовини в рідкому або газовому стані в первинні мінеральні комплекси, що призводить до розсіяного вкрапленого розміщення мінералів у гірських породах. 
Син. — імбібіція (рідко).